# Tulymski Kamen
Der Tulýmski Kámen (russisch Тулымский камень) ist ein Höhenzug im Nordural und mit 1496 m (nach anderen Angaben 1469 m)  die höchste Erhebung in der Region Perm (Russland).
Der 35 Kilometer lange und bis zu sieben Kilometer breite Höhenzug befindet sich im nordöstlichen Teil der Region Perm im Naturschutzgebiet Wischera-Sapowednik. Der Gebirgszug hat bis zu 45 Grad steile Hänge, besonders die Hänge an der Ostseite können im Winter lawinengefährdet sein. Schneefelder können am Berg die gesamte Sommersaison überdauern.
Bis zu einer Höhe von etwa 700 Metern Seehöhe dominiert die Fichtentaiga, darüber finden sich noch Birken, Krummholz und Tundrenvegetation. Die am Berg entspringenden Flüsse und Bäche münden in die Wischera, die am Fuß des Tulymski Kamen entlangfließt.
Der Name des Berges kommt wahrscheinlich vom tatarischen Wort tulym, welches aus einem Fluss herausragende Steine bezeichnet.